# كارين موفزيزيزيان
كارين موفزيزيزيان (الأرمينية: Կարեն Մովսիսյան ، من مواليد 6 يناير 1963) هو لاعب الشطرنج الأرميني (1994). فاز ببطولة الشطرنج الأرمنية في عام 1981وبطولة الشطرنج الأوروبية العليا (50+) في عام 2017.

## الانجازات
- 2007: المركز الثالث في بطولة لا بوبلا دي لايليت[6]
- 2011: المركز الأول في بطولة سان باوديليو دي يوبريغات[7]
- 2014: أولاً في فالفوغنا دي بالاغور[8]
- 2015: أولاً في فالفوغنا دي بالاغور[9]
- 2016: لأول مرة في سيدجيس[10]
- 2016: لأول مرة في لا بوبلا دي لايليت[11]

## وصلات خارجية
- كارين موفزيزيزيان على موقع الاتحاد الدولي للشطرنج (الإنجليزية)
- كارين موفزيزيزيان على موقع مباريات الشطرنج (الإنجليزية)
- كارين موفزيزيزيان على موقع 365Chess.com (الإنجليزية)
- كارين موفزيزيزيان على موقع Chesstempo.com (الإنجليزية)
- Karen Movsziszian chess games - 365Chess.com